# Interstate 80 Business (California)
La Interestatal 80 Business y llamada también como Capital City Freeway (abreviada I-Bus-80) es una circuito carretero que rodea a la ciudad de Sacramento en el estado de California. La autopista inicia en el Oeste desde la I 80     en West Sacramento hacia el Este en la I 80  , SR 244   en Sacramento. La autopista tiene una longitud de 23,3 km (14.50 mi).

## Mantenimiento
Al igual que las carreteras estatales, las carreteras federales, la Interestatal 80 es administrada y mantenida por el Departamento de Transporte de California por sus siglas en inglés Caltrans.

## Cruces
La Interestatal 80 es atravesada principalmente por la  I 5     en Sacramento
 US 50  SR 16  SR 99  en Sacramento.